# مایرانو
مایرانو (به ایتالیایی: Mairano) یک کومونه در ایتالیا است که در استان برشا واقع شده‌است.

## خصوصیات
مایرانو ۱۱ کیلومترمربع مساحت و ۳٬۳۷۷ نفر جمعیت دارد.